# ロザー
ロザー（英語: Rother）は、イングランド南東部、イースト・サセックスにある非都市ディストリクト。庁舎所在地はベクスヒル＝オン＝シー。ディストリクトの端を流れるロザー川から命名された。

## 歴史
1974年に実施された地方行政改革により、2つの都市バラ（ベックスヒル、ライ）と1つの地方ディストリクト（バトル）が合併して設立された。

## 政治・行政

2019年選挙後の議席数

議会の議席数は38で、4年ごとに選挙が行われる。1983年からおよそ20年間にわたって保守党が与党であったが、2019年選挙で政権交代が起きた。政権を獲得したのは野党連立政権の「ロザー同盟」で、労働党、自由民主党、緑の党などによって構成される。
| 政党名 | 政党名     | 議席数 |
|        | 保守党     | 14     |
|        | 無所属     | 13     |
|        | 自由民主党 | 7      |
|        | 労働党     | 3      |
|        | 緑の党     | 1      |

## 地理
全域がウィールド地方に含まれており、南部が標高の高い「ハイ・ウィールド」、北部が標高の低い「ロー・ウィールド」となっている。またロザー川が西から東に流れ、最終的にライ湾へ注ぎ込んでいる。この川は多くの場所でイースト・サセックスとサリーの境界線を構成している。
イースト・サセックス州の東端に位置し、北東側でケント州に接している。

### 隣接する自治体
- イースト・サセックス州
  - ウィールデン
  - ヘイスティングス
- ケント州
  - タンブリッジ・ウェルズ（英語版）
  - アシュフォード（英語版）
  - フォークストーン・アンド・ハイズ（英語版）

### 主な町村・行政教区
- ベクスヒル＝オン＝シー - 庁舎所在地
- ウィンチェルシー
- バトル
- ライ

## 気候
南部と北部で若干の差はあるが、全体として降水量が多くケッペンの気候区分では西岸海洋性気候（Cfb）に含まれる。
| ロザーの気候           | ロザーの気候 | ロザーの気候 | ロザーの気候 | ロザーの気候 | ロザーの気候 | ロザーの気候 | ロザーの気候 | ロザーの気候 | ロザーの気候 | ロザーの気候 | ロザーの気候 | ロザーの気候 | ロザーの気候 |
| 月                     | 1月          | 2月          | 3月          | 4月          | 5月          | 6月          | 7月          | 8月          | 9月          | 10月         | 11月         | 12月         | 年           |
| ---------------------- | ------------ | ------------ | ------------ | ------------ | ------------ | ------------ | ------------ | ------------ | ------------ | ------------ | ------------ | ------------ | ------------ |
| 平均最高気温 °C （°F） | 8 (46)       | 8 (46)       | 11 (52)      | 13 (55)      | 17 (63)      | 19 (66)      | 23 (73)      | 22 (72)      | 18 (64)      | 14 (57)      | 10 (50)      | 7 (45)       | 14 (57)      |
| 平均最低気温 °C （°F） | 1 (34)       | 1 (34)       | 3 (37)       | 4 (39)       | 6 (43)       | 9 (48)       | 12 (54)      | 11 (52)      | 9 (48)       | 6 (43)       | 3 (37)       | 1 (34)       | 6 (43)       |
| 降水量 mm （inch）     | 43 (1.7)     | 30 (1.2)     | 28 (1.1)     | 43 (1.7)     | 28 (1.1)     | 41 (1.6)     | 89 (3.5)     | 38 (1.5)     | 61 (2.4)     | 48 (1.9)     | 43 (1.7)     | 66 (2.6)     | 554 (21.8)   |
| 平均降水日数           | 21           | 19           | 22           | 20           | 16           | 19           | 16           | 16           | 19           | 22           | 21           | 21           | 232          |
| 出典：Weatherbase      |              |              |              |              |              |              |              |              |              |              |              |              |              |

## 交通
道路
- A21号線（英語版）
- A28号線（英語版）

鉄道
- ヘイスティングス線
- イースト・コーストウェイ線（英語版）
- マーシュリンク線（英語版）